# 유동지능과 결정지능
유동지능(流動智能, fluid intelligence, 유동성지능, 유동적지능) (gf)과 결정지능(結晶智能, crystallized intelligence, 결정성지능, 결정적지능) (gc)이란 개념은 1963년 심리학자 레이몬드 카텔(Raymond Cattell)이 창안한 것이다. 카텔의 정신측정학(psychometry) 방식의 이론에 의하면, 일반지능(general intelligence) (g)은  gf와 gc로 다시 나뉜다. 유동지능은 새로운 추론 문제를 해결하는 능력으로, 이해(comprehension), 문제 해결(problem solving), 학습(learning)과 같은 많은 중요한 기술들과 연관되어 있다. 반대로 결정지능은 이전에 학습한 적 있는 일차적 관계적 추상개념을 적용하여 이차적 관계적 추상개념을 연역해 낼 수 있는 능력을 말한다.

## 역사
유동지능과 결정지능은 레이몬드 카텔이 개념화는 구성개념(constructs)이다. 두 개념은 카텔과 제자 존 레너드 혼(John Lenard Horn)이 더 개발시켰다.

## 유동지능 대 결정지능
유동지능 (gf)은 추론과 기타 정신 활동의 기본적인 과정으로, 선행 학습(공식적 비공식적 교육)과 문화 수용(acculturation)에는 최소한만큼만 의존한다. 혼은 유동지능은 유형이 없으며 폭넓은 인지 활동으로 흘러들어갈 수 있다고 지적하였다. 유동추론을 측정하는 과업들은 추상적 추론 문제들을 해결하는 능력을 필요로 한다. 유동지능 측정 과업의 예시로는 숫자 분류, 숫자 분석, 숫자열 및 문자열, 행렬(matrix), 쌍 연합(paired associates)이 있다.
결정지능 (gc)은 학습된 절차와 지식이다. 이는 경험과 문화 수용의 효과를 반영한다. 혼은 결정능력(crystallized ability)이란 "경험에서 나오는 침전물(precipitate out of experience)"로, 문화지능(intelligence of culture)으로 조합되어 온 유동능력(fluid ability)의 선행 적용에서 유래한 것이다. 결정지능을 측정하는 과업의 예시로는 어휘(vocabulary), 일반 정보(general information), 추상적 어휘 비유(abstract word analogies), 언어 구조(mechanics of language)가 있다.

### 문제해결에 있어 유동지능과 결정지능의 적용 사례
혼은 아래와 같이 문제 해결에 있어 유동적 접근법과 결정적 접근법 사례를 제시하였다. 그가 말한 사례는 다음과 같다.
"한 병원에 환자 100명이 있다. 일부 환자는 다리가 한 개이지만 신발을 신고 있다. 이들 환자 수는 짝수이다. 나머지 환자 중에 절반은 맨발이다. 신고 있는 신발 수는 얼마인가?
결정적 접근법은 고등학교 수준의 대수학(algebra) 적용이다. 대수학은 일종의 문화 수용적 산물이다.
{\displaystyle x+1/2*(100-x)*2}이란 공식은 신발 숫자를 표현한 것이며, 여기서 x는 다리 하나의 사람들의 숫자이다. {\displaystyle 100-x}는 두 다리를 가진 사람의 숫자이다. 답은 결국 100개가 된다.
반대로, 혼은 유동적 접근법의 만들어진 사례를 제시하였다. 이는 고등학교 대수학 학습에 의존하지 않는다. 그의 사례에서, 혼은 너무 어려 학교에 못들어가지만 유동능력 적용을 통한 문제를 해결하는 한 소년을 그렸다. "만약 두 다리 사람들 중 절반이 신발이 없고 나머지 짝수 수의 사람들이 다리가 하나라면, 신발은 매 한 사람마다 동일하게 돌아가므로 답은 100이라고 소년은 추론할 것이다."

## 피아제의 인지발달 이론과의 관계
연구자들은 유동지능과 결정지능의 이론을 피아제의 인지 발달론(Piaget's theory of cognitive development)과 연결시켜 왔다. 유동능력과 피아제의 수행지능(operative intelligence) 모두 논리적 사고와 관계 교육(eduction of relations, 카텔이 사용한 관계의 추론을 의미하던 표현)에 관계 있다. 결정능력과 피아제의 일상학습 치료(treatment of everyday learning)는 경험의 영향을 반영한다. 유동능력과 결정지능의 관계처럼, 피아제의 수행성(operativity)은 일상학습(everyday learning)보다 앞서며, 궁극적으로는 일상 학습의 기반을 제공한다고 여겨진다.

## 유동지능 측정
유동지능에 대한 다양한 측정법이 고안되어 왔다.

### 레이븐 지능검사
레이븐 지능검사(Raven's Progressive Matrices, RPM)는 유동능력 측정법 중 가장 흔히 사용되는 것이다. 이는 비언어적 다지선다형 테스트이다. 참가자들은 여러 물체들의 공간적 조직에 기반한 관련 특징을 규명하여 그림들을 완성하고, 일치하는 특성 1개 이상과 맞는 물체 1개를 고르는 것이다. 이 과업은 정신 표상(mental representation) 혹은 '관계론적 추론(relational reasoning)' 사이의 1개 이상의 관계를 고려하는 능력을 측정한다. '명제 비유(propositional analogy)'와 의미론적 결정(semantic decision) 과업도 관계론적 추론 측정에 사용된다.

### 우드칵-존슨 인지능력 테스트 제3판
우드칵-존슨 인지능력 테스트 제3판(Woodcock-Johnson Tests of Cognitive Abilities, Third Edition, WJ-III)에서, gf는 개념 형성(Concept Formation)과 분석-종합(Analysis-Synthesis)이라는 두 테스트로 측정된다. 개념 형성 과업은 범주적 사고(categorical thinking)를 사용하는 것을 요구한다. 분석-종합 과업은 일반적인 순차적 추론(sequential reasoning)을 요구한다.

#### 개념 형성
점점 난도가 높아지는 시각 퍼즐 맞추기의 기본 규칙을 추론하는 방식으로 개념을 적용해야 한다. 수준이 높아짐에 따라 참가자는 일대일 비교를 통한 퍼즐 맞추기에 필요한 중요한 차이나 규칙을 발견해야 한다. 더 많은 아이템에 있어, 참가자는 퍼즐 해결에 있어 '이러한 것 중 일부는 있어야 하고 저런 것 중 일부도 있어야 한다'라는 방식의 '그리고(and)'의 개념, '한 상자 안에 들어가기 위해, 이 아이템은 이것이거나 혹은 저것이다'라는 식의 '혹은(or)'의 개념을 이해해야 한다. 가장 어려운 아이템은, 참가자가 이전에 일했던 개념 퍼즐의 다양한 유형 사이에서 유동적 변형(fluid transformation)과 인지적 전환(cognitive shifting)을 필요로 한다.

#### 분석-종합
분석-종합 테스트에서, 참가자는 축소된 수학 체계를 모방하는 불완전한 논리 퍼즐에 대한 해결책을 학습하고 구강으로 진술해야 한다. 테스트는 또한 화학과 논리학과 같은 다른 분야들에서 상징적인 공식을 사용하는 특징의 일부를 포함하기도 한다. 참가자는 퍼즐 해결에 사용되는 핵심(key)인 논리적 규칙들을 제시받는다. 참가자는 이러한 핵심을 이용하여 각 퍼즐 내에서 없어진 색깔이 무엇인지 결정해야 한다. 복잡한 아이템의 경우, 마지막 해결책을 끌어내는 핵심의 순차적 정신적 조작을 2개 이상 요구로 하는 퍼즐을 보인다. 점차 어려워지는 아이템들은 연역, 논리, 추론(inference)을 필요로 하는 퍼즐들을 필요로 한다.

### 웩슬러 아동 지능 검사 제4판
웩슬러 아동 지능 검사(Wechsler Intelligence Scale for Children) 제4판(WISC-IV)은 5가지 주요 연동지수(indexing score)를 가지고 인지능력에 있어 전반적인 측정을 갖는다. WISC-IV에서 인지적 추론 지수(Perceptual Reasoning Index)는 gf를 평가하는 두 하위시험으로, 귀납(induction)과 연역(deduction)을 수반하는 행렬 추론(Matrix Reasoning), 그리고 귀납을 수반하는 도상 개념(Picture Concepts)이 있다.

#### 도상 개념
도상 개념 과업에서, 아동은 2-3가지 열(row)에 그림들이 제시되고, 어떤 공통된 특징들에 기반하여 어떤 그림들이 서로 같은 부류에 속하는지 각 열마다 1개씩 뽑도록 질문이 제시된다. 이 과업은 규칙, 개념, 트렌드, 수업 회원 자격과 같이, 특정 물질들을 통제하는 기저 특징을 발견하는 아동의 능력을 평가한다.

#### 행렬 추론
행렬 추론도 이러한 능력뿐 아니라, 명시 규칙, 전제, 조건을 인지하고 시작하는 능력, 새로운 하나의 문제의 해결책에 이르는 1개 이상 단계에 들어가는 능력(연역)을 측정한다. 행렬 추론 시험에서 아동은 하나의 그림이 빠져 있는 연쇄 혹은 일련의 그림들이 제공된다. 과업에서 아동은 5가지 선택지들로부터 이 그림들에 맞는 그림을 골라야 한다. 행렬 추론과 도상 개념은 시각 자극을 사용하고 표현 언어(expressive language)는 사용하지 않기에, gf라는 비언어적 시험으로 여겨져 왔다.

### 직장에서
기업 환경에서 유동지능은 복잡성, 불확실성, 모호성의 특성을 갖는 환경에서 잘 일하는 능력을 보여준다. 인지 과정 프로필(Cognitive Process Profile, CPP)은 유동지능과 인지과정을 측정한다. 엘리엇 자크(Elliott Jaques)의 계층화 체계 이론(Stratified Systems Theory)에 의하면 이는 적절한 작업 환경에 맞서 이러한 것들을 배치한다.

### 지능 측정 관련 요소들
일부 저자들은 IQ 테스트에 나타나는 문제에 흥미를 느끼지 않는 한, 문제 해결에 필요한 인지 작업은 흥미 부재로 인하여 수행되지 않을 것이다. 이러한 저자들은 유동 지능을 측정하도록 설계된 시험에서 낮은 점수를 받는다는 것은 과업을 성공적으로 완수하는 능력이 없다는 것보다는 과업에의 흥미가 없다는 것을 더 반영한다고 본다.

## 평생에 걸친 발달
유동지능은 20세경에 절정을 이루며 점차 하락한다. 이러한 하락은 소뇌(cerebellum) 우측의 뇌 국부 위축(local atrophy of the brain), 연습 부족, 두뇌에서의 연령 관련 변화의 결과와 관련 있다.
결정지능은 점진적으로 유형적으로 증대되며, 성인기 대부분에 걸쳐 상대적으로 안정되어 있다가, 65세 이후 하락하기 시작한다. 인지 기술의 정확한 절정연령은 알기 어렵다.

## 같이 보기
- 21세기 기술
- 플린 효과
- 지능
- 존 레너드 혼
- 누트로픽
- 심리측정학
- 레이몬드 카텔